# Søbygård Sø
Søbygård Sø är en sjö i Danmark.   Den ligger i Favrskovs kommun i Region Mittjylland, 180 km väster om Köpenhamn. 
Søbygård Sø får sitt vatten från Møllebæk och avvattnas till Gudenå via Gjern Å. Den ligger 34 meter över havet.  Arean är 0,4 kvadratkilometer.